# Haapsipea
Haapsipea (Duits: Hapsepae) is een plaats in de Estlandse gemeente Peipsiääre, provincie Tartumaa. De plaats heeft de status van dorp (Estisch: küla).
De plaats lag tot in oktober 2017 in de gemeente Alatskivi. In die maand ging de gemeente op in de gemeente Peipsiääre.

## Bevolking
De ontwikkeling van het aantal inwoners blijkt uit het volgende staatje:
| Jaar            | 2000 | 2009 | 2011 | 2017 | 2019 | 2021 |
| --------------- | ---- | ---- | ---- | ---- | ---- | ---- |
| Aantal inwoners | 54   | 59   | 63   | 68   | 67   | 63   |

## Ligging
Haapsipea ligt ten zuidoosten van de stad Kallaste. De Tugimaantee 43, de secundaire weg van Aovere via Kallaste naar Kasepää, vormt de oostgrens van het dorp.

## Geschiedenis
Haapsipea werd voor het eerst genoemd in 1582 onder de naam Apsepe of Absepe. In 1627 werd het plaatsje genoemd als Habsa Kuella (dorp Habsa), in 1638 als Apsipe, in 1725 als Hapsepa of Hapsepelt en in 1839 als Apsepäh. Het dorp lag op het landgoed van Allatzkiwwi (Alatskivi).